# Avenue de Provence
Avenue de Provence je soukromá ulice v Paříži. Nachází se v 9. obvodu.

## Poloha
Ulice vede od křižovatky s Rue de Provence a končí jako slepá ulice. Ulice je orientována z jihu na sever.

## Historie
Ulice byla otevřena v roce 1908.

## Název
Avenue získala svůj název díky sousedství s Rue de Provence, která byla pojmenována na počest Louise Stanislase Xaviera, hraběte z Provence, bratra Ludvíka XVI. a pozdějšího francouzského krále, který nastoupil na trůn v roce 1814 jako Ludvík XVIII.